# Ozero Litviny
Ozero Litviny (ryska: Озеро Литвины) är en sjö i Belarus.   Den ligger i voblasten Minsks voblast, i den norra delen av landet, 130 km norr om huvudstaden Minsk. Ozero Litviny ligger 157 meter över havet. Arean är 0,18 kvadratkilometer. Den sträcker sig 1,0 kilometer i nord-sydlig riktning, och 0,8 kilometer i öst-västlig riktning.
Omgivningarna runt Ozero Litviny är en mosaik av jordbruksmark och naturlig växtlighet. Runt Ozero Litviny är det glesbefolkat, med 19 invånare per kvadratkilometer.